# Монте-Гранде
Мо́нте-Гра́нде (ісп. Monte Grande) — місто в аргентинській провінції Буенос-Айрес, адміністративний центр округу Естебан-Ечеверія. Є частиною міської агломерації Великого Буенос-Айреса. Засноване 3 квітня 1889 року компанією під назвою Sociedad Coni, Sansisena y Cía., і наразі має площу 22,57 км² і населення 109 644 жителів (перепис 2001 року).

## Історія
Назване від Паго де Монте-Гранде — колоніальної адміністративної одиниці, місто спочатку зростало навколо лісів тала та омбу, до яких згодом були додані виноградники та персикові дерева. Підприємства Коні, Сансінена і Ко — успішні виробники солоного м'яса в районі м. Авельянеда, придбали землю у родини Fair у 1889 році. 3 квітня того ж року губернатор Максимо Пас підписав законопроєкт про заснування міста Монте-Гранде. Серед перших значних підприємств Монте-Гранде були піч, відкрита компанією Coni & Sansinena, та ринок Bon Marché. 
Округ Естебан-Ечеверія був заснований у 1913 році, його центром став Монте-Гранде, який до того входив до округу Ломас-де-Самора. Протягом більшої частини XX століття тут працювали декілька м'ясокомбінатів, хоча з часом вони закрилися. Таким чином, завод із розливу кока-коли та лікарня «Софія Сантамаріна» стали двома найбільшими роботодавцями міста, яке має економіку, орієнтовану на послуги.

## Українська громада
У Монте-Гранде існує українська громада. Важливим для українців є цвинтар у Монте-Гранде (Esteban Echeverría Cemetery), на якому розташований символічний пам'ятник борцям за волю України. Щороку на Зелені Свята делегація українців складає тут квіти. Серед похованих на цвинтарі — український географ Юрій Полянський, громадсько-політичний діячі і науковець Євген Онацький.